# Giovanni d'Aragona
Giovanni d'Aragona (né le 25 juin 1456 à Naples, Italie, alors dans le royaume de Naples, et mort à Rome le 17 octobre 1485) est un cardinal italien de l'Église catholique. Il est le quatrième enfant du roi Ferdinand Ier de Naples et de sa première épouse Isabelle di Chiaromonte.

## Biographie
D'Aragona est protonotaire apostolique. Il est abbé commendataire de l'abbaye de  SS. Trinità di Cava, abbé commendataire de l'abbaye du Mont-Cassin, abbé commendataire de l'abbaye de Jesús de Nazareth à Montearagón, abbé commendataire de l'abbaye de S. Benedetto à  Salerne et abbé commendataire des abbayes de S. Lorenzo in Aversa et S. Maria de Pomposa.
Giovanni d'Aragona est créé cardinal par le pape Sixte IV au consistoire du 10 décembre 1477. Le cardinal d'Aragona est nommé administrateur apostolique de Badajoz en 1479, de Cosenza en 1481, de Salerne en 1482 et d'Esztergom en 1483. En 1481, il est nommé légat apostolique en Bohème, Pologne et Hongrie.
Mécène, il emploie à son service à partir de 1483 l'enlumineur Gaspare de Padoue, qui réalise pour lui plusieurs manuscrits à l'antique.
Le cardinal d'Aragona participe au conclave de 1484, lors duquel il soutient le futur Innocent VIII.
En mission auprès du pape, il meurt de fièvre.